# Polyaddition

Polyaddition (schematisch)

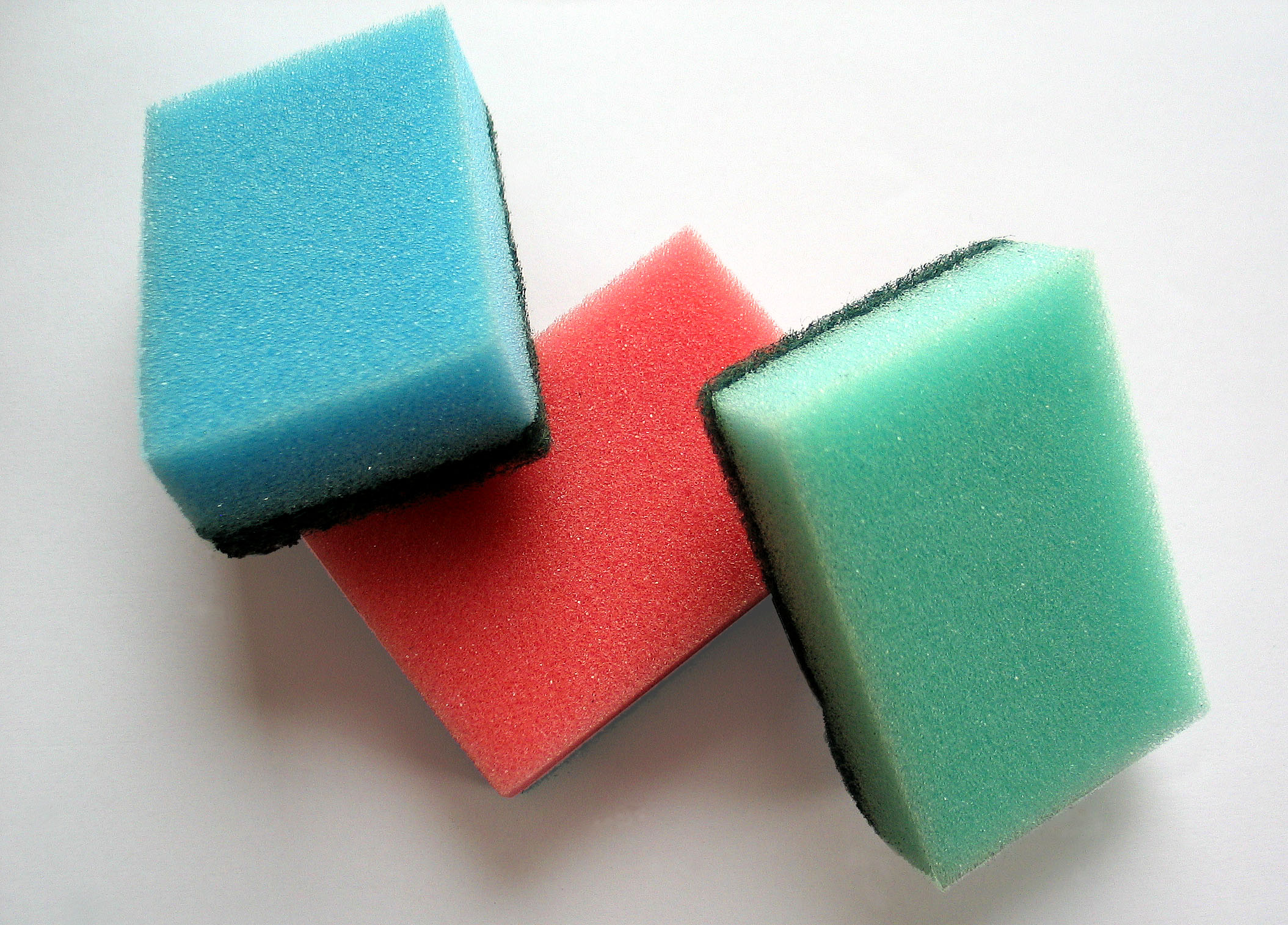
Haushaltsschwämme aus weichem PUR-Schaum

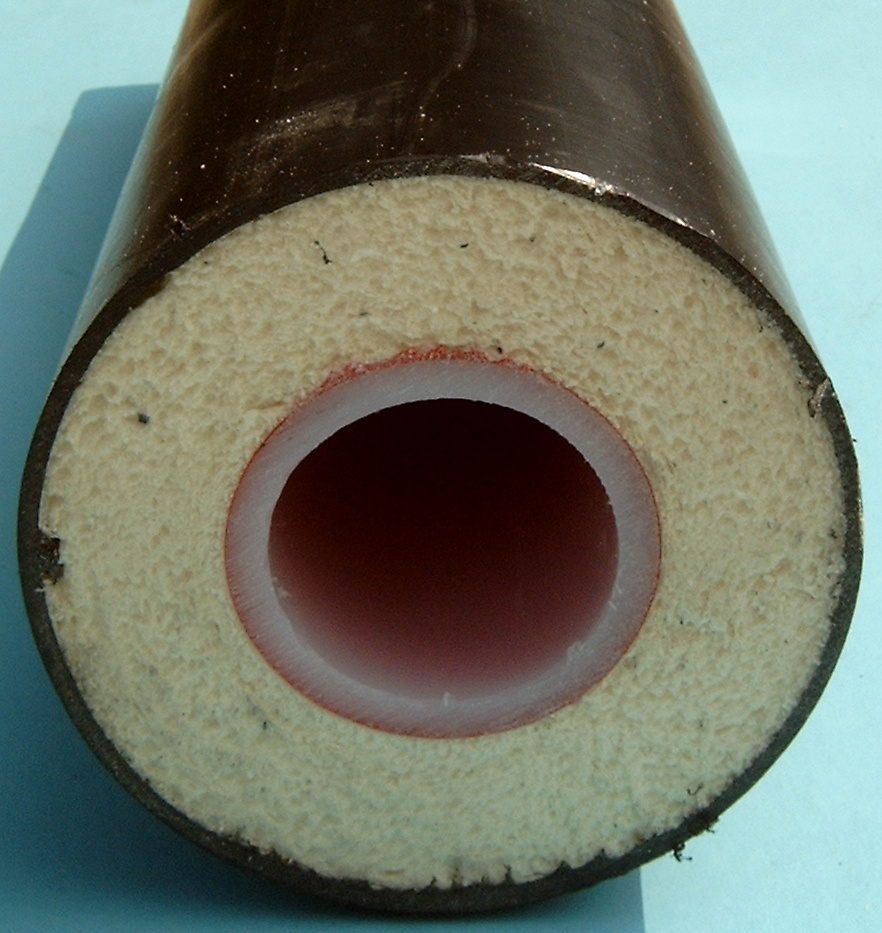
PU-Wärmedämmung in einem Kunststoffmantelverbundrohr

Polyaddition (auch Additionspolymerisation genannt) ist eine Polyreaktion, die über einzelne voneinander unabhängige Additionsreaktionen Polymere (Kunststoffe) bildet. Polyaddition erfolgt als Stufenwachstumsreaktion über Moleküle mit niedrigen Polymerisationsgraden, also Dimere, Trimere und Oligomere, die untereinander neue Addukte bilden. Erst bei annähernd vollständigen Umsätzen bildet sich das Polymer, wie bei der Polykondensation und im Gegensatz zur Kettenpolymerisation. Eine Polyaddition kann nur erfolgen, wenn die Monomere zwei oder mehr funktionelle Gruppen tragen. Die Produkte der Polyaddition werden Polyaddukte genannt.
Polyaddition ist nicht synonym mit dem englischen Begriff „addition polymerization“.

## Beispiel Polyurethan (PUR)
Eine technisch wichtige Polyadditionsreaktion ist die Herstellung von Polyurethanen (PUR). Die Ausgangsprodukte für die Synthese von Polyurethanen sind mehrwertige Isocyanate und mehrwertige Alkohole. Meist werden Diisocyanate und Diole als Edukte benutzt, z. B. 1,6-Hexandiisocyanat (zweiwertiges Isocyanat) und 1,4-Butandiol (zweiwertiger Alkohol):

(n ≈ 40)
Auch die Härtung von Epoxidharzen erfolgt durch Polyaddition.